# Non ci sto (singolo Syria)
Non ci sto è il brano di esordio della cantante romana Syria, con il quale ha vinto il Festival di Sanremo 1996 nella sezione "Giovani". Il brano è stato scritto e prodotto da Claudio Mattone, ed in seguito inserito nell'album di debutto di Syria Non ci sto.